# Guy Lhérault
 (avril 2013).
Si vous disposez d'ouvrages ou d'articles de référence ou si vous connaissez des sites web de qualité traitant du thème abordé ici, merci de compléter l'article en donnant les références utiles à sa vérifiabilité et en les liant à la section « Notes et références ».
Guy Lhérault, né le 16 octobre 1914 à Angoulême (Charente) et mort le 9 juin 2015 à Paris, est le directeur de l'École des hautes études commerciales (HEC Paris) de 1958 à 1969.
Il a procédé à la modernisation complète de l'enseignement de l'École et à la création du campus de Jouy-en-Josas, composé de l'École HEC, de la formation continue et de l'Institut Supérieur des Affaires - aujourd'hui MBA HEC -.

## Les premières années
Guy Lhérault fait ses études secondaires au collège Stanislas à Paris, puis obtient une licence en droit à la faculté du Panthéon.

### Les années de guerre
De 1938 à 1945, après une formation d’officier à Saint-Maixent, il sert dans l’armée mais, blessé, il est capturé et reste en captivité cinq ans comme prisonnier de guerre à l’oflag IV D en Silésie. Le camp compte cinq mille officiers dont les trois quarts ont fait des études supérieures. Les officiers organisent un groupe de travail comprenant entre autres une préparation aux grands concours de l’État. Ce groupe est animé par un auditeur au Conseil d'État, Roger Grégoire et un inspecteur des Finances, Philippe de Montrémy. Guy Lhérault s’investit  dans la préparation au concours du Conseil d’État.

### Retour à la vie civile
De retour à Paris, il complète sa formation à l’Institut d’études politiques (IEP) de Paris. Il se présente à un concours réservé aux anciens prisonniers de guerre, mais échoue sur la rédaction d’un projet de nationalisation de la sidérurgie à laquelle il est opposé.
Il décide alors d’entrer dans la vie active.
Il est tout d’abord chargé de mission auprès du commissaire de la République Maurice Bourgès-Maunoury à Bordeaux. Il devient son attaché parlementaire lorsque ce dernier est élu député de la Haute-Garonne et son directeur adjoint de cabinet au ministère du Budget, en 1947-48, dans le gouvernement Robert Schuman.
Quand Maurice Bourgès-Maunoury est nommé secrétaire d’État aux Forces armées, Guy Lhérault le suit et devient directeur du cabinet Air.
Après ce passage dans la haute fonction publique, Guy Lhérault devient secrétaire du comité de direction de Thomson.
Quelques années plus tard, il devient collaborateur d’Emmanuel Mayolle, vice-président du Conseil national du patronat français (CNPF), membre de la Chambre de commerce et d'industrie de Paris (CCIP), et, à ce titre, président d'HEC.

## Direction de HEC 1958-1969
Emmanuel Mayolle est partisan de la création d’un campus et de la réforme des études. Celle-ci est préparée par une commission créée par Jean Marcou, président de la CCIP. Guy Lhérault œuvre au sein de cette commission et prend la direction de HEC, sur proposition des présidents Mayolle et Marcou, pour en appliquer les recommandations.
À son arrivée à la tête de l'École, il confirme un jugement sévère sur l'état de l'enseignement et sa qualité ; il  procède donc à une réforme profonde et complète. Son action s’organise en deux étapes : la première à Paris, 49 rue de Tocqueville, de 1958 à 1964-1965 ; la seconde à Jouy-en-Josas (Yvelines), 1 rue de la Libération.
Chacune de ces étapes est marquée par une innovation majeure : la « scientisation » à partir de 1958 à Paris et l’« internationalisation » de l'enseignement en 1966 à Jouy-en-Josas.

### À Paris, la «scientisation»
Après une reprise en main, les premières réformes sont mises en place : tout d’abord, suppression de la chimie et de la physique dans le programme du concours d’entrée, introduction des mathématiques modernes en 1960 dans ce même programme, ouvrant la voie à leur enseignement à l’École par Jean Mothes et Pierre Rosenstiehl, complété par un cours de calcul économique par Gérard Worms.
Cette évolution s’accompagne d'une dimension accrue donnée aux sciences humaines sous la direction des professeurs Didier Anzieu, psychanalyste et François Bourricaut, sociologue.
D’autre part, l’enseignement, traditionnellement donné en cours magistraux, est complété par des travaux en petits groupes dédiés à la comptabilité, aux langues vivantes et aux matières managériales (marketing, contrôle de gestion…) avec des animateurs tels Didier Pineau-Valencienne et M. Roux de Bézieux.
Des conférences de méthode sont créées sous la direction d’André Amar, ancien élève de l’École normale supérieure et professeur à l’Institut d’études politiques de Paris.
Un cours de macro économie est confié à Alain Cotta, HEC et agrégé d’économie.

### Transfert à Jouy-en-Josas, l'internationalisation
Sous la direction de Guy Lhérault, de 1964 à 1966, le déménagement d’HEC s'effectue vers le campus de Jouy-en-Josas, dans des locaux modernes. L’éloignement de Paris entraîne de fortes résistances chez certains enseignants alors que l’évolution de l’enseignement requiert un corps professoral permanent. Les premiers enseignants permanents sont recrutés dès 1963.
Ce corps professoral permanent atteint une centaine de membres en 1969.
À partir de 1965, Guy Lhérault convertit HEC à la méthode des « cas » venue des États-Unis. Elle devient progressivement la norme dans l’enseignement pour l’ensemble des matières managériales. Cette évolution est supervisée par des professeurs américains rémunérés par la Fondation Ford, notamment les professeurs Jonhston, de l'université Northwestern, Mac Donald de l'université Stanford et Aylmer de l'université de Toronto. Cette transformation est facilitée par la participation active et décisive d’anciens HEC, titulaires d’un MBA américain et dont le leader est Roland Reitter.
Convaincu que l'École doit rayonner au niveau international, Lhérault propose de créer un programme similaire à celui d'un MBA (Master of Business Administration), référence internationale. Il l’élabore avec Roland Reitter, tout en poursuivant la modernisation d’HEC. En octobre 1969 le programme MBA, sous le nom d’ISA (Institut supérieur des affaires), est ouvert sous la direction de Guy Lhérault.
Parallèlement, et dès 1967, il crée la Formation continue à l’intention des anciens élèves. Elle s’étend très rapidement et très largement à des publics externes, cadres moyens, supérieurs et dirigeants. Après avoir absorbé le Centre de préparation aux affaires (CPA) et le Centre de recherche des cadres (CRC), elle est reconnue mondialement d’un niveau équivalent à celui de Harvard pour certains de ses cours.
Ces deux nouveaux programmes, intégrés à la grande école HEC, constituent l'ensemble cohérent sur le campus de Jouy d'une Business School française en état de marche.
Puis, après avoir quitté ses fonctions à la tête d'HEC en 1969 et de l'ISA en 1970, Guy Lhérault devient directeur adjoint de l'Enseignement de la Chambre de commerce et d'industrie de Paris.
Il effectue également des missions diverses en France et à l’étranger, telle l’analyse de l’enseignement supérieur en Algérie pour le compte du Bureau international du travail (BIT), etc.
En 1979, Guy Lhérault prend sa retraite et décide de s’adonner à la peinture, la passion qui l'a accompagné toute sa vie durant.

## Décorations
- Croix de guerre 1939-45.
- Chevalier de la Légion d’honneur.
- Chevalier du Mérite civil.
- Chevalier des Palmes académiques.
- Médaille de Vermeil de la Chambre de commerce de Paris.

## Ouvrages de références
- Patrice de Fournas, doctorat de Polytechnique : Quelle identité pour les grandes écoles de commerce françaises en 2007, dédié à Guy Lhérault[6].
- Marc Nouschi, Histoire et pouvoir d’une grande école : HEC, éditions Robert Laffont, 1992,  (ISBN 978-2221054093).
- Hommes et Commerce, revue d'HEC Alumni: #350 Août-septembre 2012 – interview de Guy Lhérault [7].